# Мамуралия

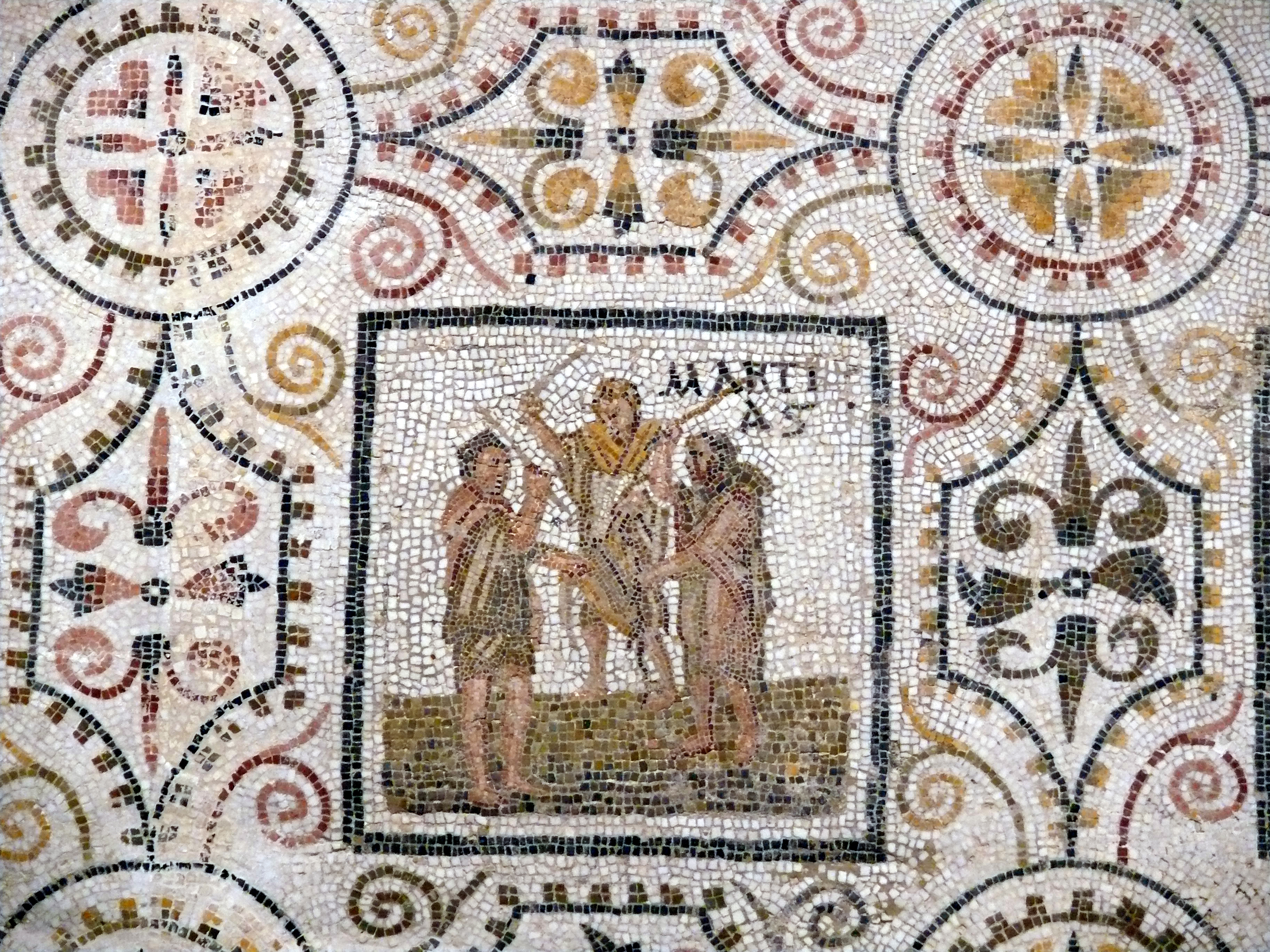
Панель Марса из мозаики месяцев, возможно Обряд Мамурия (из Эль-Джема, Тунис, первая половина III века нашей эры); несмотря на позднюю дату, март позиционируется как первый месяц года

В древнеримской религии Мамуралия (Mamuralia) или Sacrum Mamurio («Обряд Мамурия») был празднеством, проводимым 14 или 15 марта, упоминаемым только в источниках поздней античности. По словам Иоанна Лида, старика в звериных шкурах ритуально избивали палками.  Название праздника связано с Мамурием Ветуриусом, который, согласно традиции, был мастером, изготавливавшим ритуальные щиты (анкилы), которые висели в храме Марса. Поскольку римский календарь первоначально начинался в марте, Сакрум Мамурио обычно считается ритуалом, отмечающим переход от старого года к новому. Он разделяет некоторые характеристики с ритуалами козла отпущения или фармака.

## Ремесло Мамурия
Согласно легенде, Мамурию было поручение от Нумы Помпилия, второго царя Рима, сделать одиннадцать щитов, идентичных священному анкилу, который упал с небес как залог судьбы Рима править миром. Анкил был одним из священных гарантов римского государства (pignora imperii), а копии предназначались для сокрытия подлинности оригинала и предотвращения его кражи; таким образом, это была своего рода «государственная тайна».
Щиты находились под присмотром жрецов Марса салий, которые использовали их в своих ритуалах. В качестве оплаты Мамурий потребовал, чтобы его имя было сохранено и запомнено в песне, которую поют салии, Carmen Saliare, когда они делали движения щитами и исполняли свой воинственный танец. Фрагменты этого архаичного гимна сохранились, включая призывание Мамурия. В нескольких источниках упоминается обращение в гимне и история кузнеца, но только Лид описывает такой ритуал как избиение старика.
Мамурий также должен был сделать бронзовую замену кленовой статуи Вертумна, привезённой в Рим во времена Ромула. Возможно, он был оском и считался похороненным на своей родине, так как в конце поэмы о Вертумне Секст Проперций заставляет бога выразить желание, чтобы земля осканская не стирала умелые руки Мамурия. Ветурий считается или этрусским или осканским родовым именем.
Мамурий Ветурий («Mamurius Veturius») стало прозвищем Марка Аврелия Мария Августа, бывшего кузнеца или слесаря, который был римским императором в 269 году.

## Календарь и название
Предполагается, что божественный щит упал с неба 1 марта, в первый день месяца Марция, названного в честь бога Марса. В самом раннем римском календаре, который, как полагали римляне, был установлен Ромулом, десятимесячный год начинался с месяца Марса, и поэтому сам бог ассоциировался с сельскохозяйственным годом, циклом жизни и смерти. Число анкилов соответствует двенадцати месяцам в реформированном календаре, приписываемом Нуме, и учёные часто интерпретируют Мамуралию как первоначально новогодний праздник с различными объяснениями того, как он был перенесён с начала месяца на середину.
Мамуралия названа таковой только в календарях и источниках, датируемых IV веком христианской эры и позже. В Календаре Филокала (354 г. н.э.) праздник отмечен 14 марта, но Лид указывает на иды. Самые ранние сохранившиеся календари 14 марта включают Эквирию, одну из сакральных гонок на колесницах в честь Марса. Праздник Анны Перенны, богини года (annus), проходил на Идах. Макробий считал, что её двойное имя означает «через год» (perennis, то есть «многолетний»). Джейн Эллен Харрисон считала Анну Перенну женским эквивалентом Мамурия, представляющего лунный год его солнечному году. Иды должны были определяться по полнолунию, отражая лунное происхождение римского календаря. В самом раннем календаре мартовские иды были бы первым полнолунием нового года.
Верснель утверждал, что изменения, внесённые в календарь с течением времени, привели к тому, что Мамуралия была перенесена из исходного места в последнем дне года (день перед мартовскими календами) в день перед идами, это привело к тому, что эквирии 27 февраля повторяются 14 марта. С этой точки зрения Мамурий ассоциировался с Февруарием, месяцем очищений и ухода за умершими, который первоначально завершал год, и представлял понятия люстрации, обрядов перехода и лиминальности.
Поскольку имя Veturius может быть объяснено как относящееся к латинскому vetus, veteris, «старому», ритуальная фигура Мамурия часто интерпретировалась как олицетворение старого года, а обряд — как его изгнание. Mamurius может быть формой Mamers, имя Марса в оскском языке (лат. Mavors). Римское личное имя Мамеркус было получено от Mamers, которое само было сформировано из удвоения вокативной формы имени бога; таким образом, Мамурий будет связан с вокативом Мармар в «Кармен Арвале», культовой песне арвальских братьев. Мамурий Ветурий был бы "старым Марсом" как воплощение года.
Учёный времён поздней республики Марк Теренций Варрон, однако, берет имя Мамури Ветури в том виде, в каком оно появляется в салийской песне, и анализирует его в семантическом поле, относящемся к «памяти», получая редукционный глагол meminisse («помнить») из memoria («память»), «потому что то, что осталось в уме, снова движется». Он также помещает в эту же группу каузативный глагол monêre «предупреждать, советовать, напоминать», объясняя, что словесное действие призвано создать память или monimenta, «памятник(и)». Поэтому, говорит Варрон, когда салийцы поют Мамури Ветури, они символически ссылаются (significant) на архаическую память.
Плутарх в расширенном отрывке о щитах в своей «Жизни Нумы» также отмечает, что салии призывали Мамурия, но что «некоторые говорят», эта фраза означает не имя, а veterem memoriam, «древнее воспоминание».
Уильям Уарде Фоулер в своей работе 1899 года о римских праздниках согласился с Моммзеном, что история Мамурия может быть «одним из тех сравнительно редких примеров последующего ритуала, который вырастает из мифа». Имя Мамурия, как поют салии в марте, могло присоединиться к Эквирии 14 марта, что пропущено в источниках, в которых описаны Мамуралии.

## Ритуал
Наиболее полное описание ритуала, известного как Мамуралия, дан Иоанном Лидом в его работе VI века De mensibus («Относительно месяцев»). Лид пишет, что старик, которого звали Мамурий, был одет в шкуры животных и избиваем белыми палками, означающими ветви, которые были очищены, лишены коры. Лид не утверждает, что старика изгоняли из города, но учёные обычно делают вывод, что это происходило. Как изображено в мифе об анкиле, ремесленник Мамурий казался бы благодетельной фигурой, и его наказание так и не было приведено в силу.
Поскольку это повествование относится к поздним временам, был поднят вопрос о подлинности или древности праздника, поскольку ссылки в республиканских и имперских календарях или литературных источниках отсутствуют или носят косвенный характер. Лид, возможно, неправильно понял описания салийских обрядов. Сервий говорит, что день был посвящён Мамурию, когда салии «ударяли в звериную шкуру в подражание его искусству», то есть ударам, нанесённым кузнецом. Отрывок из Минуция Феликса указывает на то, что салии разили шкуры, когда несли щиты в процессии. Две мозаики имперской эпохи были истолкованы как иллюстрация обряда Мамурия. Календарная мозаика из Эль-Джема, Тунис (Римская Африка), где март считался первым месяцем, показывает трёх человек, использующих палки, чтобы побить шкуру животного.
Понимание Лидом Мамурия может быть связано со средневековыми представлениями о диком человеке из леса, который мог играть аналогичную роль в зимних или новогодних церемониях, связанных с Двенадцатой ночью и карнавалом.

## Statua Mamuri
Бронзовая статуя Мамурия стояла возле Храма Квирина вдоль Альта Семита в Регио VI. Это, вероятно, было связано с Curia Saliorum Collinorum, курией Colline Salii, которая, возможно, была этому посвящена.

## Clivus Mamurius
Улица Мамурия фигурирует в средневековых записях и берёт своё название от статуи. По словам Помпония Лета, итальянского гуманиста, статуя и «окрестности Мамурия» (Vicus Mamuri) находились в церкви Св. Сусанны на холме Квиринале, хотя в региональных каталогах она находится возле Капитолия Ветус.